# Чжан Хе Тереза
Тереза Чжан Хе (кит.: 婦張何德蘭, 1864 — 1900) — свята римо-католицької церкви, мученик.

## Біографія
Тереза Чжан Хе народилася в 1864 році в католицькій родині у провінції Хебей.
У 1899–1900 рр. в Китаї проходило ихэтуаньское повстання боксерів, під час якого постраждало багато китайських християн. 16 липня 1900 року Тереза Чжан Хе була схоплена повстанцями у дворі свого будинку. Її відвели в місцеву поганську святиню, щоб змусити поклонитися ідолам. Тереза відмовилася підкорятися їхнім вимогам, за що вона була вбита разом з дочкою та сином.

## Уславлення
Тереза Чжан Хе було беатифіковано 17 квітня 1955 року Римським Папою Пієм II і канонізована 1 жовтня 2000 року Римським Папою Іоанном Павлом II разом з групою 120 китайських мучеників.
День пам'яті в католицькій церкві — 9 липня.